# География Шпицбергена
Шпицбе́рген (нем. Spitzbergen, норв. Svalbard) — полярный архипелаг, расположенный в Северном Ледовитом океане, между 76°26' и 80°50' северной широты и 10° и 32° восточной долготы. Архипелаг является самой северной частью королевства Норвегии. Архипелаг состоит из трех крупных островов — Западный Шпицберген (норв. Spitsbergen), Северо-Восточная Земля (норв. Nordaustlandet) и Остров Эдж (норв. Edgeøya); семи более мелких островов — Остров Баренца (норв. Barentsøya), Белый остров (норв. Kvitøya), Земля Принца Карла (норв. Prins Karls Forland), Коргсёйа (норв. Kongsøya), Медвежий остров (норв. Bjørnøya), Шведский остров (норв. Svenskøya), Остров Вильгельма (норв. Wilhelmøya); а также групп островов, маленьких островков и шхер (общей площадью 621 км²).

## Климат
В связи с сильным обледенением поверхностного слоя пахотные земли на островах архипелага отсутствуют. Растительность также отсутствует, за исключением мелких ягодных кустарников, таких как водяника и морошка. Западная часть Шпицбергена остаётся сухой большую часть года, благодаря сильным ветрам, удерживающим поверхность островов от образования льда и снега.
Климат архипелага арктический с прохладным летом и холодной зимой. Благодаря тёплому Гольфстриму, на севере и западе архипелага климат более приемлемый для жизнедеятельности человека, нежели в остальных частях Шпицбергена. Большая часть архипелага круглый год покрыта льдом. Западное побережье освобождается от ледовых оков в летний период, благодаря всё тому же тёплому Гольфстриму. Береговая линия Шпицбергена изрезана большим количеством фьордов.

## Природные ресурсы и окружающая среда
Шпицберген обладает огромным запасом каменного угля, разработки которого ведут Норвегия и Россия. Однако ввиду того, что узкий пролив Бельсунн, связывающий главный порт Лонгйира с Гренландским морем большую часть года заблокирован льдом, переправка угля на материк является крайне затруднительной, а подчас и вовсе недоступной.
Хотя в настоящее время китобойный промысел в районе Шпицбергена запрещён, популяции китов, моржей и морских котиков на архипелаге значительно ниже, нежели в соседней Гренландии. Популяция белых медведей в последнее время увеличивается. Тем не менее животные всё ещё находятся под угрозой, ввиду влияния жизнедеятельности человека в регионе и загрязнения арктических вод в Арктике в целом. На Шпицбергене большое разнообразие представителей пернатых, таких как тупики, короткохвостые поморники, моевки, глупыши и другие, многие из которых находятся под охраной Всемирного фонда дикой природы.

## Физическая география

### Крупнейшие острова
| Остров                 | Площадь (км²) |
| ---------------------- | ------------- |
| Западный Шпицберген    | 37 673        |
| Северо-Восточная Земля | 14 443        |
| Остров Эдж             | 5074          |
| Остров Баренца         | 1288          |
| Остров Белый           | 682           |
| Земля Принца Карла     | 615           |
| Конгсёйа               | 191           |
| Медвежий остров        | 178           |
| Шведский остров        | 137           |
| Остров Вильгельма      | 120           |
| Другие (общая площадь) | 621           |
| Всего                  | 61 022        |

### Крупнейшие фьорды
| Фьорд          | Длина (км) |
| -------------- | ---------- |
| Вийдефьорд     | 108        |
| Исфьорд        | 107        |
| Ванмиенфьорд   | 83         |
| Вудфьорд       | 64         |
| Валенбергфьорд | 46         |

### Береговая линия
| Остров                 | Длина (км) |
| ---------------------- | ---------- |
| Западный Шпицберген    | 3 919      |
| Северо-Восточная Земля | 1 688      |
| Остров Эдж             | 502        |
| Земля Принца Карла     | 320        |
| Остров Баренца         | 205        |
| Остров Белый           | 119        |
| Конгсёйа               | 132        |
| Медвежий остров        | 88         |
| Остров Надежды         | около 66   |
| Шведский остров        | 62         |
| Остров Вильгельма      | 58         |
| Другие (общая длина)   | 1736       |

### Высочайшие вершины

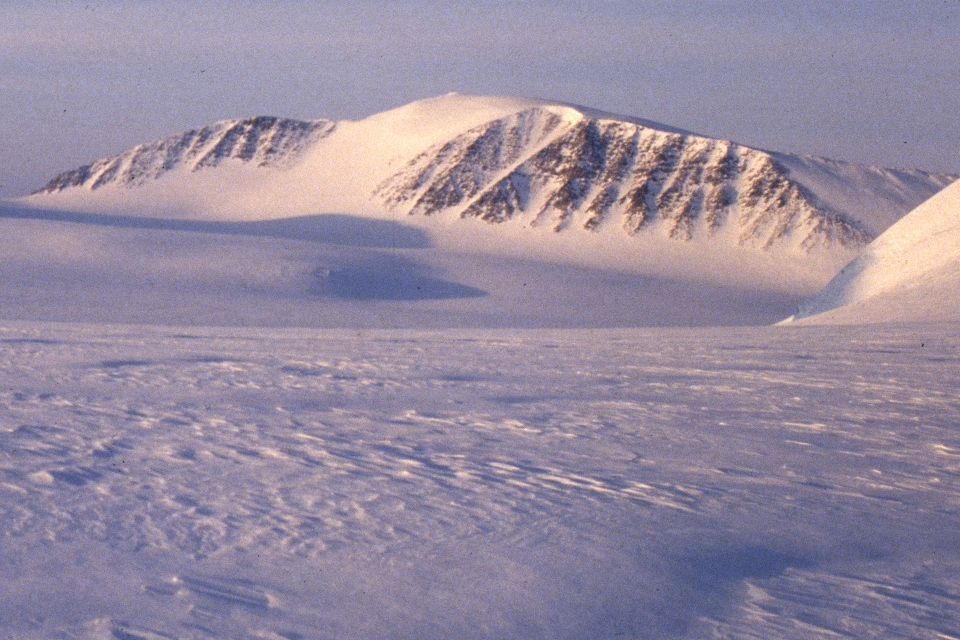
Пик Ньютона — высочайшая вершина Шпицбергена

| Вершина      | Высота (м) |
| ------------ | ---------- |
| Ньютон       | 1717       |
| Пик Перье    | 1712       |
| Сересфьеллет | 1675       |
| Чедвик       | 1640       |
| Пик Галилея  | 1637       |

### Крупнейшие ледники

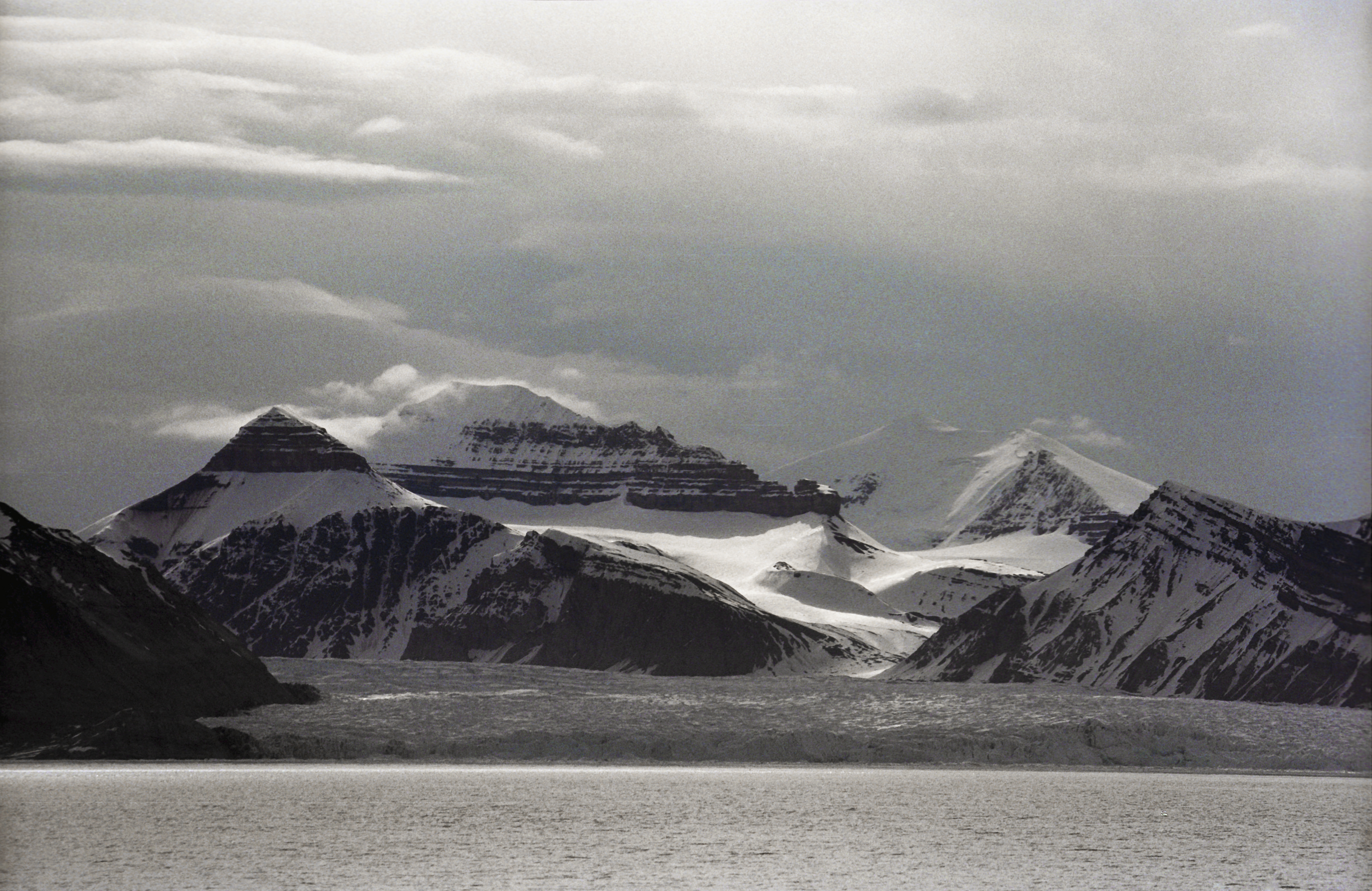
Ледник Кронебрин

| Ледник               | Площадь (км²) |
| -------------------- | ------------- |
| Остфонна             | 8492          |
| Земля Короля Улафа V | 4150          |
| Вестфонна            | 2505          |
| Осгордфонна          | 1645          |
| Эдгейоюкулен         | 1365          |
| Хинлопенбреэн        | 1248          |
| Негрибреэн           | 1182          |
| Бросвельбреэн        | 1160          |
| Этунбреэн            | 1070          |
| Либреэн              | 925           |
| Холтедалфонна        | 900           |
| Квитейоюкулен        | 705           |
| Стонебреэн           | 700           |
| Кронебреэн           | 700           |
| Хохстеттербреэн      | 581           |
| Баренцоюкулен        | 571           |
| Балдерфонна          | 543           |
| Наторстбреэн         | 489           |
| Монакобреэн          | 408           |

## Поселения

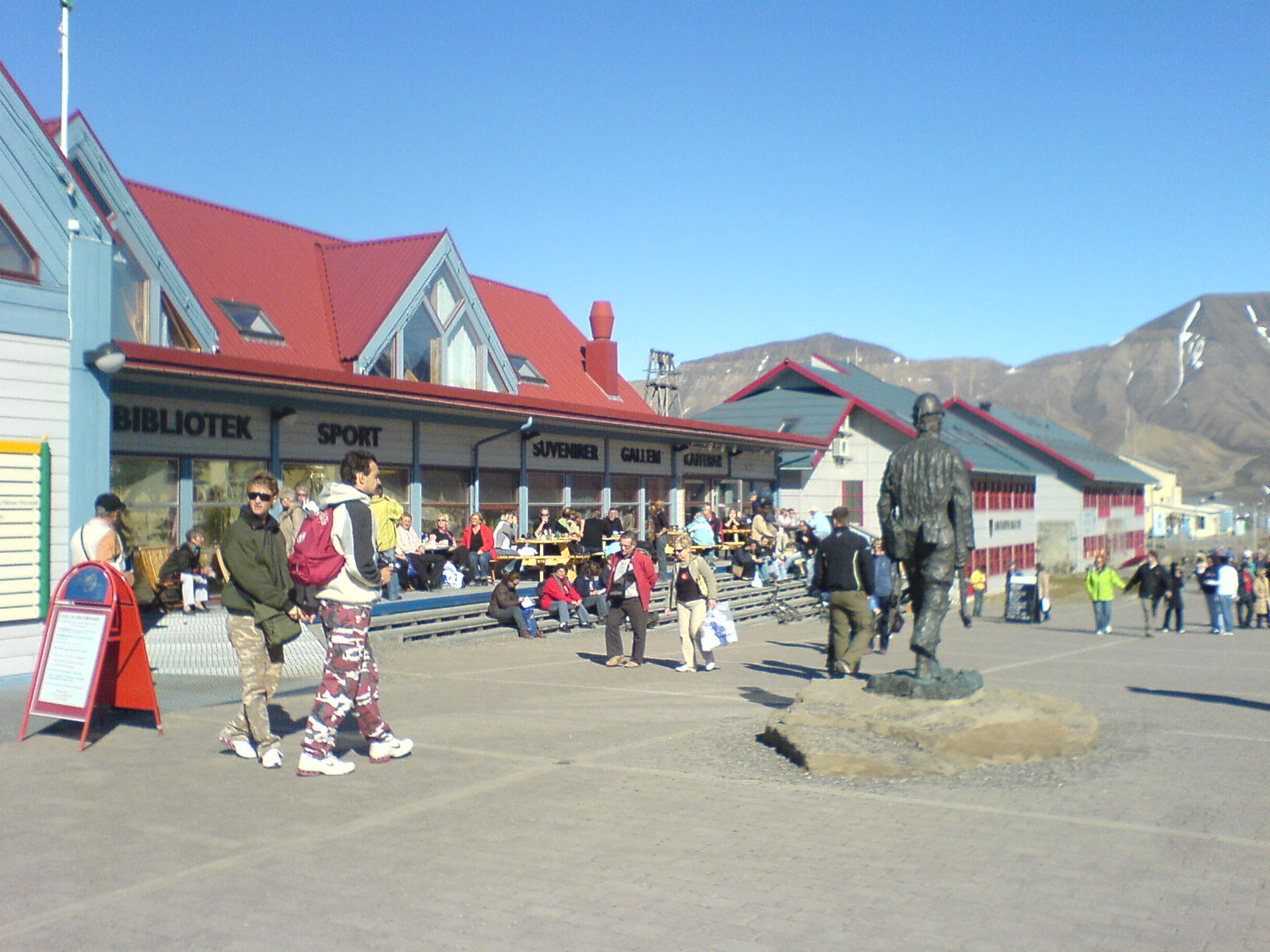
Главная улица Лонгйира

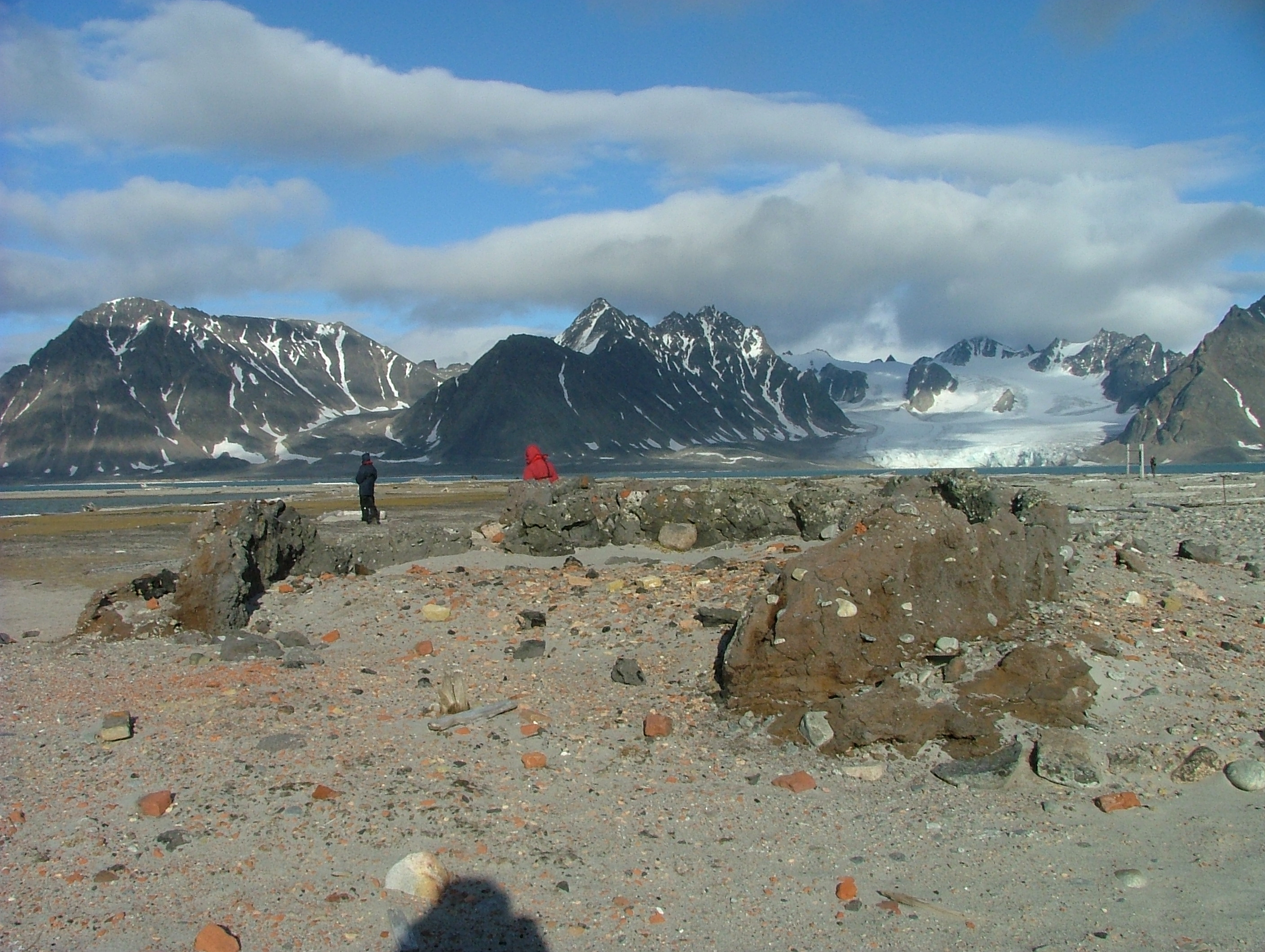
Остатки печей для производства китового жира в Смеренбурге

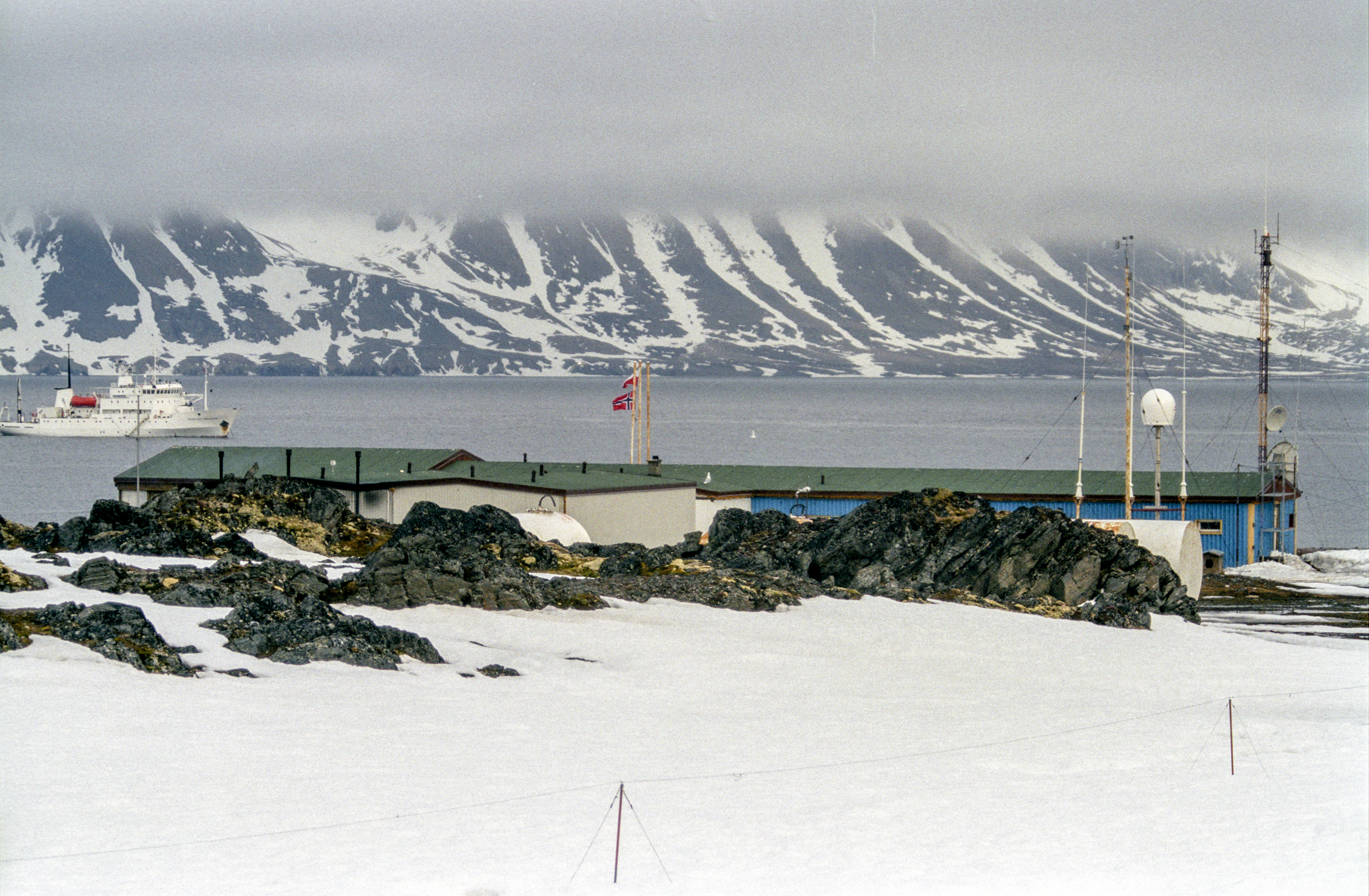
Польская научно-исследовательская станция Хорнсунн

Автомобильное сообщение между посёлками отсутствует. Для связи населённых пунктов друг с другом используются снегоходы, катера, самолёты и вертолёты.
Воздушными воротами Шпицбергена является аэропорт Свальбард в посёлке Лонгйир.

### Посёлки
| Посёлок    | Количество жителей (чел.) |
| ---------- | ------------------------- |
| Лонгйир    | около 2000 *              |
| Баренцбург | около 400                 |
| Свеагрува  | 310                       |
| Ню-Олесунн | 40                        |

* — Население коммуны Лонгйирбюен: посёлков Лонгйир и Нюбюен.

### Научно-исследовательские станции
| Станция                             | Количество работников (чел.) |
| ----------------------------------- | ---------------------------- |
| Медвежий остров                     | 9                            |
| Хорнсунн                            | 8                            |
| Хопен                               | 4                            |
| Жёлтая река                         | н/д                          |
| НИС Норвежского Полярного Института | н/д                          |
| Платобергет                         | н/д                          |
| Химадри                             | н/д                          |

### Заброшенные поселения
| Посёлок       | Первые поселенцы (год) | Последние поселенцы (год) |
| ------------- | ---------------------- | ------------------------- |
| Виргохамна    | 1636                   | 1662                      |
| Коббефьорд    | 1631                   | 1658                      |
| Энгельсбухта  | 1615                   | 1650-е                    |
| Гровнсет      | начало XVII века       | между 1624—1632           |
| Грумант       | 1931                   | 1961 *                    |
| Гошамна       | 1618                   | 1655                      |
| Леагернесет   | 1615                   | 1650-е                    |
| Гамбургбухта  | 1633                   | 1637                      |
| Пирамида      | 1910                   | 1998                      |
| Смеренбург    | 1619                   | 1660                      |
| Итре Норскойя | 1620-30-е              | 1670                      |

* — В 2003 году было объявлено о возможной расконсервации посёлка.